# マンダニーチ
マンダニーチ（イタリア語: Mandanici）は、イタリア共和国シチリア州メッシーナ県にある、人口約600人の基礎自治体（コムーネ）。

## 地理

### 位置・広がり
メッシーナ県のコムーネ。県都メッシーナから南西へ30kmの距離にある。

#### 隣接コムーネ
隣接するコムーネは以下の通り。
- フィウメディニージ
- ニッツァ・ディ・シチーリア
- パリアーラ
- ロッカルメーラ
- サンタ・ルチーア・デル・メーラ